# پیتای هندی
پیتای هندی (نام علمی: Pitta brachyura)، یک پرندهٔ گنجشک‌سان و بومی شبه‌قاره هند است. این پرنده ساکن، خالی، جنگل‌های برگ‌ریز و جنگل‌های متراکم با درختان همیشه‌سبز است. این پرنده در جنگل‌های هیمالیا، تپه‌های مرکزی و غربی هند تولید و مثل کرده و در زمستان به سایر نقاط شبه جزیره مهاجرت می‌کند. گرچه بسیار رنگارنگ است، معمولاً پرنده‌ای خجالتی است و زیر گیاهان پنهان شده و حشرات کف جنگل را جمع‌آوری می‌کند. این پرنده آواز متمایزی دارد که دوبار در سپیده صبح و هنگام غروب شنیده می‌شود.این پرنده در سیاهه قرمز گونه‌های در معرض خطر به عنوان گونه‌ای با کمترین نگرانی توصیف شده‌است، چون محدوده پراکندگی آن بسیار وسیع است.